# Kaplica Zwiastowania Pańskiego w Żurrieq
Kaplica Zwiastowania Pańskiego (malt. Kappella Medjevali tal-Lunzjata, ang. Chapel of the Annunciation) – średniowieczna kaplica rzymskokatolicka na terenie nieistniejącej już wioski Ħal-Millieri, dziś w granicach Żurrieq na Malcie.

## Historia
Kaplica Zwiastowania Pańskiego w Żurrieq jest jedną z najważniejszych na Malcie. Znajduje się niedaleko niewiele młodszej kaplicy św. Jana Ewangelisty. Obie stoją na terenie wyludnionej na początku XVIII wieku wioski Ħal-Millieri. Oryginalna kaplica powstała prawdopodobnie w XIII wieku, i jak wykazały prace archeologiczne, miała taką samą wielkość, jak dzisiejsza. Miała też apsydę, a jej ściany dekorowane były freskami.
Kaplica dziś istniejąca została zbudowana około 1450 na miejscu tej wcześniejszej. Została konsekrowana w 1480 roku. Pierwszy opis kaplicy jest z 1575 od papieskiego wizytatora diecezji maltańskiej Pietro Dusiny. Zanotował on, że w kaplicy znajdowały się trzy ołtarze, główny i dwa boczne, nie miała ona jednak rektora, żadnego wyposażenia i była ogólnie w złym stanie. Dusina zalecił nieużywanie bocznych ołtarzy, co w praktyce sprowadziło się do ich usunięcia. W 1781 kaplica została zdekonsekrowana przez biskupa Vincenzo Labiniego. Odnowiona przez Ġuże Magro, 6 listopada 1809 poświęcona przez ks. Gaetano Buttigiega, wysłannika biskupa Ferdinando Mattei. Z biegiem czasu znów popadła w zapomnienie. Wykorzystywano ją do różnych celów, była stajnią dla zwierząt oraz magazynem paszy. W lutym 1968 Din l-Art Ħelwa rozpoczęła oczyszczanie kaplicy, w 1970 kaplica została formalnie przekazana pod jej zarząd. Odnawianie kaplicy i znajdujących się w niej fresków trwało do połowy pierwszej dekady XXI wieku.

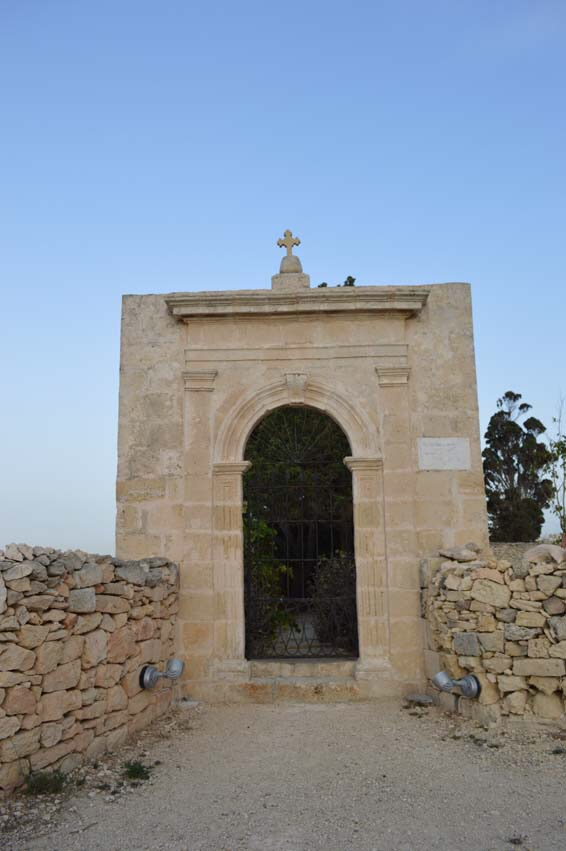
Brama prowadząca na teren przed kaplicą Zwiastowania

## Architektura
Aby dojść do kaplicy należy przekroczyć bramę, prowadzącą na stary cmentarz ofiar epidemii dżumy. Bramę tę stanowi jeden z dwóch portali zabranych w latach trzydziestych XVII wieku z rozebranego starego kościoła parafialnego w Żurrieq.
Do kaplicy, po jej lewej stronie, przylegała kaplica Nawiedzenia. Zburzona została w 1667.

### Fasada
Kaplica Zwiastowania jest przykładem typowej maltańskiej kaplicy średniowiecznej. Fasada jest surowa, bez okna. Na lekko dwuspadowym dachu stoi nieduża pojedyncza arkada, w której wisiał dzwonek. Na jej szczycie jest kamienny krzyż. Prostokątne drzwi prowadzą do wnętrza. Po ich prawej stronie znajduje się tablica z napisem „Non Gode l’Immunita Ecclesiae”. Dawniej wejście do kaplicy musiało być większe – dobrze widoczny jest rzeźbiony kształtny łuk portalu.

### Wnętrze
Wejście z poziomu ulicy prowadzi w dół po trzech schodkach do środka. Pomieszczenie o wymiarach około 5 metrów szerokości i 7 metrów długości jest podzielone na pięć wnęk poprzez kamienne łuki w stylu sykulo–normańskim, wyrastające ze słupów po obu stronach kaplicy. Układ ten był popularny w średniowiecznych kaplicach. Podłoga świątyni wyłożona jest kamiennymi płytkami, między filarami przy ścianach znajdują się kamienne siedzenia.

#### Ołtarz
Ostatni łuk oddziela od reszty pomieszczenia niewielką apsydę, w której znajduje się ołtarz. Obraz tytularny jest współczesny, namalowany przez artystę Rene Sacco w 2003. Bazujący na stylu bł. Fra Angelico, przedstawia zwiastowanie Maryi przez archanioła Gabriela. Jego uroczyste odsłonięcie nastąpiło 23 marca 2003.

#### Freski
W 1970 kaplica została przekazana pod opiekę Din l-Art Ħelwa. W czasie prac renowacyjnych na ścianach kaplicy, pod warstwami farb i wapna, zostały odkryte freski, pochodzące z połowy XV wieku. Przedstawiają one świętych Mikołaja, Andrzeja Apostoła, Jerzego, Jakuba, Wincentego, Wawrzynica, Pawła, Augustyna, Błażeja, Agatę i Leonarda. Postaci świętych są naturalnej wielkości, ich identyfikacji pomogły gotyckie napisy obok przedstawianych postaci. Wszystkie, oprócz św. Jerzego, freski znajdują się pomiędzy łukami na bocznych ścianach kaplicy. Ten ostatni przedstawiony został na identycznych obrazach po obu stronach wejścia. Styl ikonograficzny fresków ma mocne bizantyńskie i romańskie elementy. Również wybór świętych jest typowy dla XIII wieku. Sugeruje to, że freski są kopiami wcześniejszych, wykonanych w poprzedniej kaplicy. Prawdopodobnym wykonawcą obrazów jest artysta o imieniu Garinu; taki podpis widnieje u spodu wizerunku świętych Agaty i Błażeja. Prace nad przywróceniem fresków do świetności prowadziła prof. Paola Zanolini; ukończono je w 1974.

#### Pochówki
Przed kaplicą wciąż widoczne są pozostałości zuntier – placu, na którym grzebano zmarłych. Pochówki były również wykonywane w kaplicy, nawet tej pierwszej; pod płytą, na której stoi ołtarz znaleziono grób młodej kobiety i jej dziecka. Również w istniejącej kaplicy odkryto wiele grobów, znajduje się tu ossuarium, mieszczące szczątki kostne. Drzwi po prawej stronie prowadzą na teren byłego cmentarza. W 1813 podczas epidemii dżumy na Malcie, chowane tam były zmarłe osoby. Okoliczni mieszkańcy obawiali się tego miejsca, co w konsekwencji doprowadziło do jego porzucenia na wiele lat.

## Prace archeologiczne
W 1977 archeolodzy z uniwersytetu maltańskiego oraz oksfordzkiego rozpoczęli prace wykopaliskowe w kaplicy. Znaleźli wiele szkieletów, których badania dały interesujące spojrzenie na jakość życia dawnych mieszkańców. Znaleziono też dużo średniowiecznych monet i resztek ceramiki. Uzyskano wiadomości na temat budowy kaplicy.
Kopiąc głębiej, eksperci natrafili na fundamenty wcześniejszej świątyni, pochodzącej z XIII wieku. Kaplica ta zawierała tylko jeden pochówek, młodej kobiety i jej dziecka. To doprowadziło uczonych do wniosku, że kaplica należała lub była sponsorowana przez bogatą rodzinę, która miała przywilej pochówku wewnątrz budynku. Najważniejszym faktem było odkrycie, że kaplica ta była również udekorowana freskami, i zdaniem ekspertów w XV-wiecznej kaplicy skopiowano freski ze starszej.
Kolejne wielkie odkrycie czekało na archeologów głębiej. Odkryli oni pozostałości części rzymskiej farmy lub willi, zbudowanej kiedyś na terenie za kaplicą. Z czasem duże bloki kamienne z willi użyte zostały do budowy fundamentów kaplicy; wiele z nich jest wciąż widocznych w murach z gruzu na polach za budynkiem. Rzymska farma w Hal Millieri wciąż czeka na swój czas wykopalisk, lecz jeden niezwykły element znajduje się przed kaplicą. Jest to olbrzymia misa moździerza do produkcji oliwy.

## Kościół dzisiaj
Kaplica jest w bardzo dobrym stanie. Jest otwarta dla zwiedzających w każdą pierwszą niedzielę miesiąca, w godzinach 9 – 12. W niedzielę po 25 marca obchodzone jest święto patronalne kościoła, z poranną mszą świętą.

## Ochrona dziedzictwa kulturowego
Obiekt został wpisany na listę National Inventory of the Cultural Property of the Maltese Islands pod numerem 01307; jest zarządzany przez National Trust of Malta Din l-Art Ħelwa.

## Literatura
- Anthony Luttrell: Hal Millieri: A Maltese Casale, Its Churches and Paintings. Malta: Midsea Books, 1976, seria: Maltese Social Studies, No.1. (ang.). Brak numerów stron w książce